# エバン・エマール要塞の戦い
エバン・エマール要塞の戦い（エバン・エマールようさいのたたかい）は、第二次世界大戦中の1940年5月10日、11日両日に行われたベルギー軍とドイツ国防軍間の戦いであり、ドイツ軍のフランス、低地諸国侵攻作戦である黄作戦（Fall Gelb）におけるオランダの戦い、ベルギーの戦いの一部。ドイツ軍の降下猟兵による攻撃はドイツ軍の砲兵部隊が進攻に使用する予定であったアルベール運河上の重要な橋を支配しているエバン・エマール要塞を襲撃、占領する任務を課されていた。ドイツ軍の降下猟兵部隊のいくつかが要塞を襲撃、要塞内のベルギー軍駐屯部隊の動きを封じ、要塞内の火砲を使用不可能にしたため、ドイツ軍は運河上の3つの橋を同時に占領した。要塞を封じたドイツ降下猟兵部隊はドイツ第18軍と合流するまで橋をベルギー軍の反撃から防衛するよう命令された。
軍用グライダーを使用して要塞上に着陸、爆薬を使用、さらに要塞外部の防衛を火炎放射器で制圧した降下猟兵の活躍により、戦いはドイツ軍の決定的勝利に終わった。その後、降下猟兵部隊は要塞へ入り、防衛を行っていたベルギー軍を殲滅、要塞の下部区域の残り部分を占領した。同時に、残りのドイツ攻撃部隊は運河上の3つの橋近辺に着陸、いくつかのトーチカ、防衛陣地を破壊、橋を守るベルギー軍を捕虜とし、ドイツ軍支配下に置いた。降下猟兵部隊は作戦行動中、多大な犠牲者で苦しんだが、ドイツ地上軍の到着まで橋の占拠に成功、その後、降下猟兵部隊は2回目の要塞襲撃を行い、要塞に駐屯するベルギー軍の降伏を強いるのを支援した。ドイツ軍はその後、ベルギー軍の防衛地点をいくつか迂回してベルギー侵入を効果的に行うために運河上の3つの橋を利用することができるようになった。

## 背景
1940年5月10日、ドイツは黄色の場合作戦（低地諸国への侵入）を発動した。ドイツ国防軍最高司令部はオランダ・ベルギー・ルクセンブルクを通過して攻撃を行うことにより、ドイツ軍がドイツ・フランス国境に存在するマジノ線の側面に回ることが可能となり、ベルギー南部を通過してフランス北部に侵入、イギリス大陸遠征軍と多数のフランス軍を分断、フランスに降伏を強いることが可能になると考えていた。フランス北部に接近するために、ドイツ軍は低地諸国の諸軍を撃破しなければならず、主にベルギー・オランダにおいていくつかの防御陣地を迂回するか、制圧をしなければならなかった。これらの防衛拠点は簡易なものであり、敵軍の進攻を阻止する主防衛線に敵が到達するのを遅らせる意図で作られたものであった。しかし、それらの多くが相当な強化を施され、守備隊は著しく増やされ、永続的な設計であった。オランダのグレッベ＝ペール防衛線（Grebbe-Peel Line）（ゾイデル海南岸からウェールト近辺のベルギー国境まで延びていた。）は多数の防御地点を自然の要害（たとえば湿地、ヘルダーラントの谷）と結合しており、攻撃を阻止するために容易に浸水させることができた。ベルギーの防衛線はアルベール運河に沿った位置に伸びており、そこから主防衛線はデイル川に沿って伸びていた。そして、それはベルギー首都ブリュッセルとアントワープの港を防衛していた。この遅滞防衛陣地はオランダ国境で運河が途切れる位置以外の前線基地近辺で有人で防衛されており、それはマーストリヒト付近であったため、「マーストリヒト・アペンディクス（Maastricht Appendix、マーストリヒト付属物）として知られていた。ベルギー軍は国境近辺であるため、前進基地を構築することができなかったため、地域内の3つの橋を防衛するため、歩兵師団に防衛を命令、各橋に旅団が割り当てられることになった。橋は機関銃を備えたトーチカ近辺で防衛されており、砲兵による支援は3つの橋それぞれを射程においたエバン・エマール要塞によって行われることになっていた。ベルギーの防衛計画、ベルギー軍はアルベール運河沿いに遅滞防衛陣地を短期間防衛、その後、イギリス軍、フランス軍と結びつくために主防衛線のデイル線に撤退することを要求するものであったが、これに気づいたドイツ国防軍最高司令部はこれを崩壊させ、包囲、それらの防衛地点を撃破してオランダへ進撃するために、3つの橋（ベルギー、オランダの他のいくつかの橋も同様に）を確保する計画を立案した。

## 序章

### ベルギーの準備
ベルギー第7歩兵師団は運河上の3つの橋の防衛を命じられ、戦いの時点でエバン・エマール要塞の防衛部隊の支援を行っていた 。橋の防衛はひとつの橋ごとに運河西側に構築された4つの大きなコンクリートトーチカで防衛されており、3つに機関銃、1つには対戦車砲がそれぞれ装備されており、対戦車砲を装備したトーチカは橋から通じる道のそばに置かれ、機関銃を1丁装備したトーチカは橋の背後に、他の二つは橋の側面の両側近辺に配置された。A中隊はそれぞれ橋の西側の岸に配置され、東岸には敵を素早く見つけるために小さな監視所が配置された。そして3つの橋全ては対戦車トーチカに用意された爆破装置によって破壊することができた。エバン・エマール要塞は180m×370mの広さで1930年代に建設され、1935年に完成、花崗岩を必要なスペースを得るために爆破し、屋根、壁は1.5mの厚い鉄筋コンクリートで構成されており、4つの格納式砲台、64個の防衛拠点を装備していた。
要塞は10マイルの範囲に6つの120mm砲を装備しており、そのうち2つは全周囲を展望することができ、さらに75mm砲16門、60mm高速対戦車銃12丁、2連装機関銃25丁、そしていくつかの対空砲も装備していた。要塞の一面は運河に接していたが、他の3方面は地雷を配置、深い溝、6.1mの壁、機関銃を装備したコンクリートトーチカ、要塞上の探照灯15個、60mm対戦車砲を装備していた。さらに要塞の下には多数のトンネルが張り巡らされており、個々の小さな塔と要塞、弾薬庫、指令本部と接続されていた。火砲への動力、内外部の照明、駐屯部隊によって使用された無線網、空気清浄システムに電力を供給するための発電所、また駐屯部隊の居住区、彼らのための病院なども要塞には構築されていた。ベルギー軍の計画では要塞と付属する防衛拠点の駐屯部隊が攻撃に対して持続的な戦いを行うことを要求しておらず、運河東岸の分遣隊が撤退、橋を破壊し、遅滞行動のために戦う準備ができるように攻撃前に十分な予兆があると仮定していた。防衛部隊はその後、デイル川沿いの主防衛線へ撤退、そこで連合軍と結びつくことになっていた。

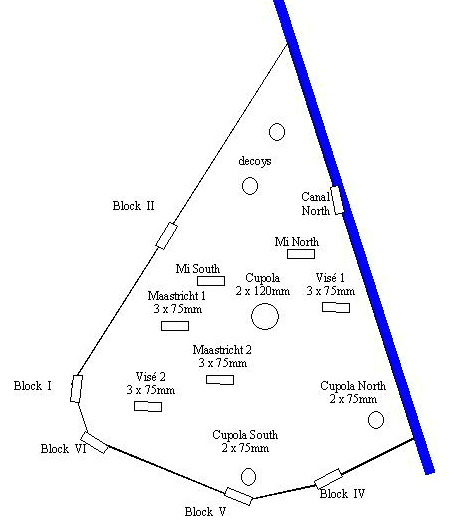
エバン・エマール要塞内部l

## ドイツ軍の準備
エバン・エマール要塞とその防衛に役立っている3つの橋への空挺攻撃は、第7航空師団と第22空輸歩兵師団が関係するドイツ軍による大規模な空挺作戦の一部であった。第7航空師団には、3個降下猟兵連隊と1個歩兵連隊が所属しており、この師団は、ヴァルハーフェン（en）の飛行場とともに、川や運河にかかる多くの橋、すなわちロッテルダムに集中するオランダの防衛陣地へと続く多くの橋を占領することを命令されていた。第22空輸歩兵師団は、2個歩兵連隊と強化された降下猟兵大隊で構成され、ハーグ近郊のフォルケンブルク（en）、オッケンブルク（en）、イペンブルク（en）において幾つかの飛行場を占領することを命令された。これらの飛行場が降下猟兵大隊によって確保されるならば、師団の残りの部隊は、オランダの首都を占領し、オランダ政府、オランダ王室、オランダ軍司令部要員を捕虜にすることを目的として降下することになっていた。また、師団は、オランダ軍の動きを妨げるために地域内の全ての道路、鉄道を占領することになっていた。ドイツ陸軍総司令部の意図は、降下兵師団が確保する進路を、ドイツ第18軍が使用し、橋を破壊されて妨害されることなくオランダへ進撃できるようになるというものであった。2個降下兵師団の展開を提案したクルト・シュトゥデントは、これによってロッテルダムへの南からの進撃路が確保でき、オランダ北西に存在するオランダ予備戦力とオランダ支援のために北上するフランス軍の移動を阻止し、ドイツ第18軍の迅速な前進を助けることになり、連合軍は飛行場を使用できなくなるだろうと主張した。ユンカースJu52輸送機400機は、パラシュートやグライダーで降下しない2個師団の部隊を輸送するだけでなく、降下猟兵部隊のパラシュート部隊を展開させるのにも使用された。
要塞へ猛攻撃を敢行し、3つの橋を占領することを命令された第7航空師団と第22空輸歩兵師団の将兵から編成された部隊は隊長ヴァルター・コッホ大尉にちなんでコッホ突撃大隊と名付けられた。部隊は1939年11月に集められ、主にドイツ空軍パイロットの少数グループ、第1降下猟兵連隊、第7航空師団の工兵から編成された。部隊は主に降下猟兵から構成されていたが、部隊の最初の降下はグライダーで行われることが決定された。奇襲降下部隊の配置に個人的興味をもったドイツ総統アドルフ・ヒトラーは自身の個人的なパイロットであるハンナ・ライチュからグライダーがほぼ無音で飛行できるということを聞いた後でグライダーの使用を命令した。これはベルギーの対空防御がレーダーを使用せず、音の探知を行っていたためで、これによりオランダ国境近郊までグライダーを曳航し、そこでグライダーを分離すれば、ベルギーの防衛部隊が音を検出できずにドイツ降下部隊を発見できず、奇襲を達成することが可能であると考えていたからであった。DFS230輸送グライダー50機が部隊へ供給され、訓練が開始された。要塞、橋、対象地域の詳細な研究がなされ、対象地域を再現したものが訓練のために構築された。降下部隊とグライダーパイロットの共同訓練は1940年春初頭に行われ、着陸滑走を減らすために降着装置の前の橇に有刺鉄線が取り付けられたグライダーなどいくつかの改良が、使用器材、作戦面で行われ、降下猟兵部隊は火炎放射器、特製爆薬で訓練を受けた。特に特製爆薬は機密度が高くエバン・エマール要塞に酷似したチェコスロバキアの要塞での訓練には使用されず、ドイツ国内の要塞でのみ使用された。秘密は多方面でも守られ、演習が終了した時、グライダー、装備は分解され、家具運搬車で搬出された。また予備部隊はしばしば部隊名称を変更され、場所を転々と移動し、部隊章や識別標識ははずされ、また、出発するまで降下猟兵部隊隊員は兵舎からの外出を禁じられた。

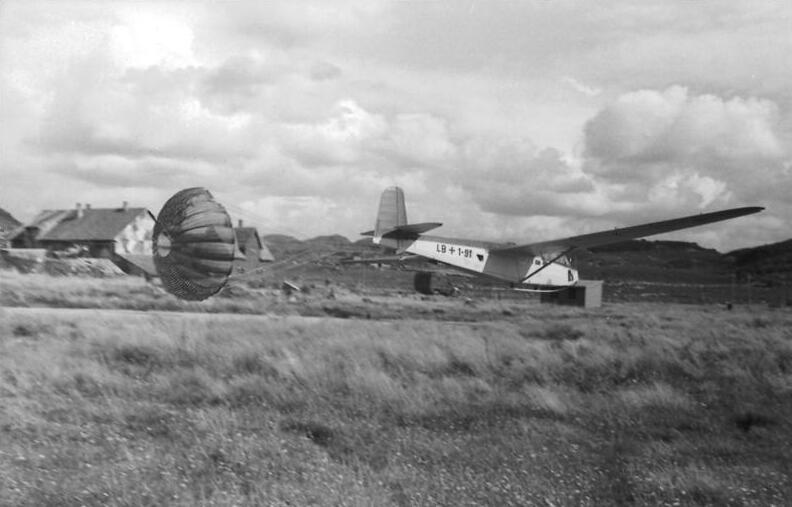
ドイツ軍DFS 230グライダー

コッホは部隊を4つに分割、グラニットグループ（隊長ルドルフ・ヴィッツィヒ中尉）は85名で編成、11機のグライダーでエバン・エマール要塞の襲撃を担当、シュタールグループ（隊長グスタフ・アルトマン（Gustav Altmann）大尉）は92名で編成、9機のグライダーでフェルドウェゼルト（Veldwezelt）橋の占領を担当、ベトングループ（隊長ゲルハルト・シェヒト（Gerhard Schächt）中尉）は96名で編成、11機のグライダーでブローエンホーヘン（Vroenhoven）橋の占領を担当、アイゼングループ（隊長マルティン・シェヒター（Martin Schächter）中尉）は90名で編成、10機のグライダーでカンヌ橋の占領を担当、とそれぞれ任務を分けた。強襲降下部隊、特にグラニットグループにとって重要な要素は時間であり、強襲降下部隊の使用するグライダーの静かな降下とドイツ政府による宣戦布告を行わないこととの組み合わせにより、奇襲となるであろうと考えられていた。しかし、ドイツ軍の予想では最高でも60分しか続かないと考えられており、その後、要塞と橋を防衛するベルギー軍の数的に優勢な部隊がさらに増援を受けた上で、比較的少数で軽武装のドイツ軍降下部隊を圧迫するようになると信じられていた。従い、ドイツ軍の計画では可能な限り、多くの対空砲陣地と個々のキューポラ、対爆砲郭を60分以内に取り除き、3つの橋を防衛する長射程の火砲を無力化することになっていた。これらの火砲の破壊は10分以内で完了することになっており、この時間内に敵軍の攻撃の中、降下部隊はグライダーから抜け出し、敵の火砲まで向かい、爆薬を砲に取り付けて爆破しなければならなかった。
最終攻撃計画では黄作戦が開始される5月10日午前5時半前に3つの橋を同時攻略するため、アルベール運河西岸に着陸するのに9機から11機のグライダーを必要としていた。3つの橋の襲撃を担当したグループはベルギー防衛部隊を圧倒、橋を爆破する爆薬を取り外し、その後、ベルギー軍の反撃から橋を守る準備を行い、40分後、3つのJu52輸送機は機関銃と大量の弾薬、そして増援として24の空挺部隊らを降下させるために各陣地上へ飛行することになっていた。同時にエバン・エマール要塞の襲撃を担当した部隊は11機のグライダーで要塞上に降下することになっており、要塞からの攻撃を排除、火砲を爆薬で破壊、その後、駐屯部隊が降下部隊の排除しようとするのを阻止をしなければならなかった。彼らはまず、橋の占拠を達成、そして要塞が装備する長射程の火砲を排除、その後、降下部隊はドイツ軍の到着までその位置を確保することになっていた。

## 戦い
保安上の問題で、コッホ突撃隊はエバン・エマール要塞と3つの橋への攻撃の開始命令がでるまでライン地方の各所で分散していた。仮の命令を5月9日、受け取り、分散していた部隊はあらかじめ準備されていた集合地に集まるよう命令、まもなくその後、第2の命令を受け取り、黄作戦が5月10日午前5時25分に開始されることが伝えられた。午前4時半、強襲降下部隊を組織した将兵493名を運ぶ42機のグライダーが、輸送機に牽引されてケルンの2つの飛行場から離陸し、彼らの目標に向かい南下した。航空機は無線封鎖を行い、パイロットらにベルギー方面を指し示した一続きの狼煙に頼るようにさせた。グライダーのうち1機は、牽引ロープが切れてドイツ領内に不時着したが、この無線封鎖のために、強襲降下部隊の上級指揮官はそのことを知らなかったに違いない。また、2機目のグライダーのパイロットは、牽引ロープの切り離しを早まったため、目的地の近くに着陸できなかった。この2機のグライダーは、エバン・エマール要塞を攻撃するグラニットグループに割り当てられた将兵を運んでいたため、このグループは兵力が不足することになった。また、このグループは、ヴィッツィヒ中尉の副指揮官の指揮下に置かれることになる。なぜなら、ヴィッツィヒ中尉は不時着した方のグライダーに乗っていたからである。残りのグライダーは、目的地から20マイル離れた高度2,100mで牽引ロープから切り離されたが、この高さは、3つの橋の近くや要塞の上に正確に着陸するのに十分であると同時に、より正確な着陸のための急な着陸角度を維持するのにも十分な高さであった。Ju52輸送機がグライダーを切り離して反転したところで、ベルギーの対空砲が彼らを見つけ、砲撃を行った。この砲撃によって、一帯の防衛部隊も、グライダーの存在を知ることになった。

### 橋
シュタールグループを輸送している9機のグライダーは午前5時20分、グライダーの機首に横滑りを防ぐために巻かれていた有刺鉄線のおかげで素早くフェルドウェゼルト橋の隣に着陸、停止した 。アルトマン中尉が搭乗したグライダーは橋から少し離れた箇所に着陸、2機目はベルギー軍トーチカの正面へ直着陸した。そのため、降下した部隊はお互いに小銃で任務に従事した。アルトマンの部下がトーチカの入り口に爆薬を設置、それを爆発させたのち、2機目のグライダーから担当下士官が手榴弾をトーチカに投げつけ、掩蔽壕が障害物として襲撃、これを無力化するのを可能とした。同時に2名の兵士が運河の土手に取り付き、橋げた上に上り終えるまでアルトマンは部隊を集めて橋と平行に作られた溝に沿って進ませた。そして、ベルギー軍が設置していた橋の爆破装置を無力化した。降下部隊は橋の破壊を防いだが、ベルギー防衛部隊の反撃を受けており、さらにベルギー軍は増援の小隊が到着、近隣の村へ撤退せざるを得なくなるまで、その位置の保持をあきらめなかった。しかし、橋から約500m離れた位置に設置された野砲2門は小銃で撃破することができず、アルトマンは野砲の撃破の為に航空支援として何機かのユンカース Ju87 シュトゥーカを呼ばざるを得なかった。シュタールグループは14時半に任務から解放される予定であったが、ベルギー軍の抵抗は、グループを救出する予定であった部隊の到着が21時半まで遅れることを確実にしていた。戦いの間、部隊は戦死8名、負傷者30名の損害を負った。

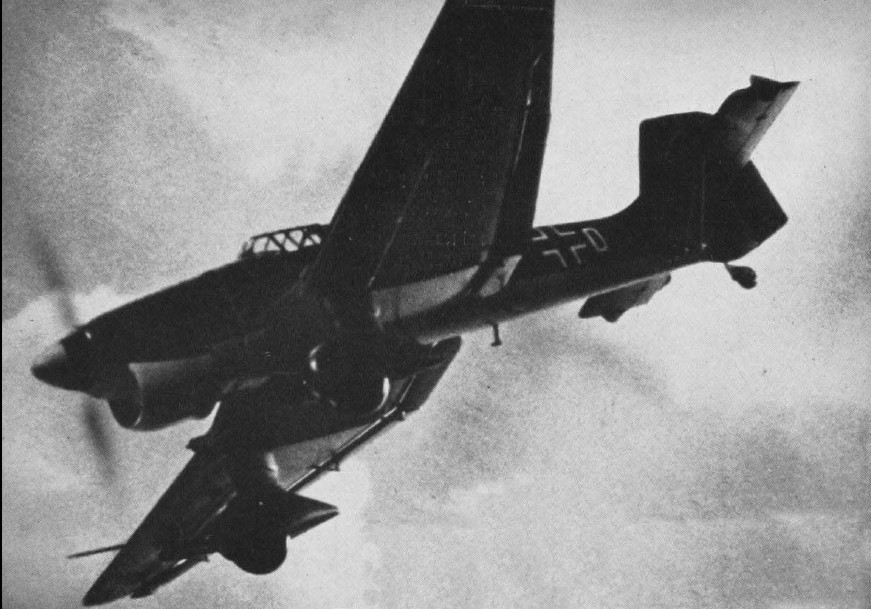
急降下爆撃を行うユンカースJu87急降下爆撃機、1940年

ベトングループを輸送している11機のうち、10機は午前5時15分、ブローエンホーヘン橋近辺に着陸したが、11機目は途中、対空砲火の攻撃を受け、オランダ領内に着陸せざるを得なかった。グライダーが着陸したため、激しい対空砲火を受け、そのうちの1機が被弾、空中で失速する原因になった。そしてそれが不時着したとき、3つの降下部隊をひどく痛めつけることとなったが、グライダー内の降下猟兵は無傷で脱出、残りのグライダーは無傷の着陸に成功した。グライダーの内、1機は橋に取り付けられた爆薬の起爆装置を収納するトーチカ近辺に着陸、降下部隊が外へ出てこれを攻撃することができた。彼らはトーチカ内部の守備兵を殲滅、起爆装置に接続している電線を切断、ベルギー軍による橋の破壊を不可能とした。残りのベルギー防衛部隊は激しい抵抗を行い、橋を奪還するための反撃を開始したが、午前6時15分、投下された機関銃を受け取った降下部隊の攻撃の前に跳ね返された。絶え間ないベルギー軍の攻撃のため、ベトングループは歩兵大隊が21時40分に救出するまで撤退できず、戦死7名、負傷24名を出すこととなった。
アイゼングループを輸送していたグライダー10機のうち、1機はグライダーを牽引する輸送機のパイロットの進路誤認のために誤った地域へ着陸することとなったが、その他のグライダーは目的地、カンヌの橋のそばに向かった。そのほかのグライダー9機は激しい対空砲火の中、午前5時35分、牽引ロープを切り離され、目標の橋へ向けて降下、そのためベルギー軍守備隊は橋に仕掛けられた爆薬を起動、橋はいくつかの爆発で破壊された。その他の2つの橋の守備隊と違い、カンヌの守備隊は前もって警告を受けており、ドイツ軍の機械化された縦列が橋のためにアイゼングループを補強するよりも20分前に、奇襲の偶然を封殺して守備隊が橋を破壊するのに十分な時間を与えることとなった。グライダーが着陸すると1機は対空砲火を受けて墜落、大部分の搭乗者が死亡することとなったが、残りの8機は着陸に成功、降下部隊はベルギー軍を急襲し、守備隊を排除した。午前5時50分までに降下部隊はカンヌ近くの村を含めてこの地域の防衛を行ったが、ベルギー軍の強い反撃を受けたが、急降下爆撃機の支援を受けてこれを撃退した。また、幾つかの反撃が夜のうちに開始されたため、降下部隊は5月11日の朝まで救援を受けることができなかった。アイゼングループは橋の占領を命令された3つのグループの中で最も多い被害をだし、戦死22名、負傷者26名を負うこととなった。アイゼングループの降下部隊のうち、一つはベルギー軍の捕虜となったが、ダンケルクの戦いの後、イギリス軍の捕虜がドイツ軍によって解放されたとき、彼らも解放された。

### エバン・エマール要塞

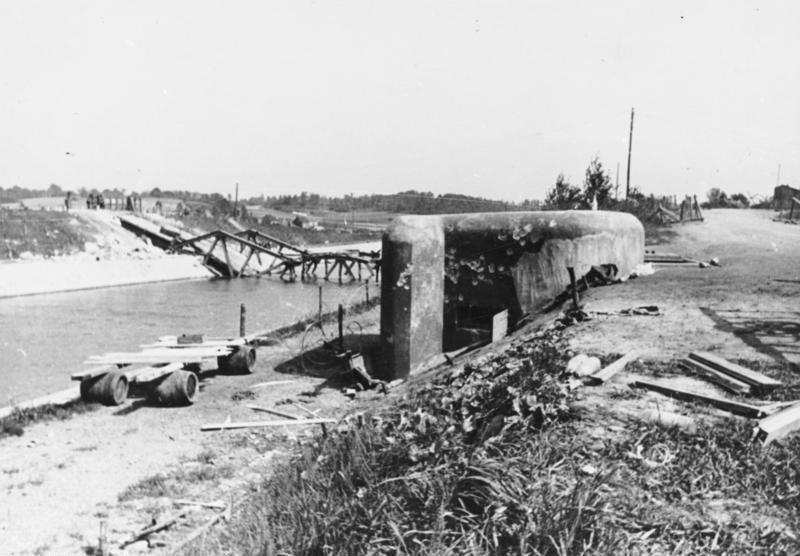
ベルギー軍によって破壊されたエバン・エマール要塞に通じる橋、1940年5月23日

グラニットグループに割り当てられた部隊を輸送する9機の残りのグライダーは着陸速度を遅らせ、素早く停止するためにパラシュートを使用、うまくエバン・エマール要塞の屋根に着陸した。降下部隊は素早くグライダーから外へ出てドイツ軍が占領した3つの橋を攻撃することができた火砲を収納した部分の要塞上に爆薬を設置した。要塞南部分（Objective No.18）では3つの75mm砲を収納した監視耐爆掩蔽設備は少量の爆薬で損害を受けた後、より激しい爆破で完全に破壊された。その爆発で砲郭の監視用ドームと要塞自体の屋根の一部が崩壊した。もう2門を要する横断する小塔（Objective No. 12）も空挺部隊によって破壊、その後、3門の75mm砲を要する小塔（Objective No. 26）へ移動した。爆薬はこれらを爆破し、その破壊を担当した降下部隊は移動したが、砲門のひとつは防衛部隊が素早く取り付いたため、降下部隊はそれを破壊するために2回目の襲撃をせざるを得なかった。ベルギー軍の住居として知られていたバラックにあった砲塔のもう一組の75mm砲は使用不能とされた。しかし別の目標（Objective No. 24）を破壊するのはうまくいかず、その目標は重連装銃が回転する対の小塔であり、グライダー1機に収容されていた降下部隊だけでは破壊するにはあまりにも重荷であったため、2機のグライダー分の部隊で攻撃せざるを得なかった。成型炸薬手榴弾は砲塔に設置され爆発はしたものの、それらは砲塔を揺らすだけで、破壊することはできず、他の降下部隊が砲塔によじ登り、砲身を打ち壊さなければならなかった。

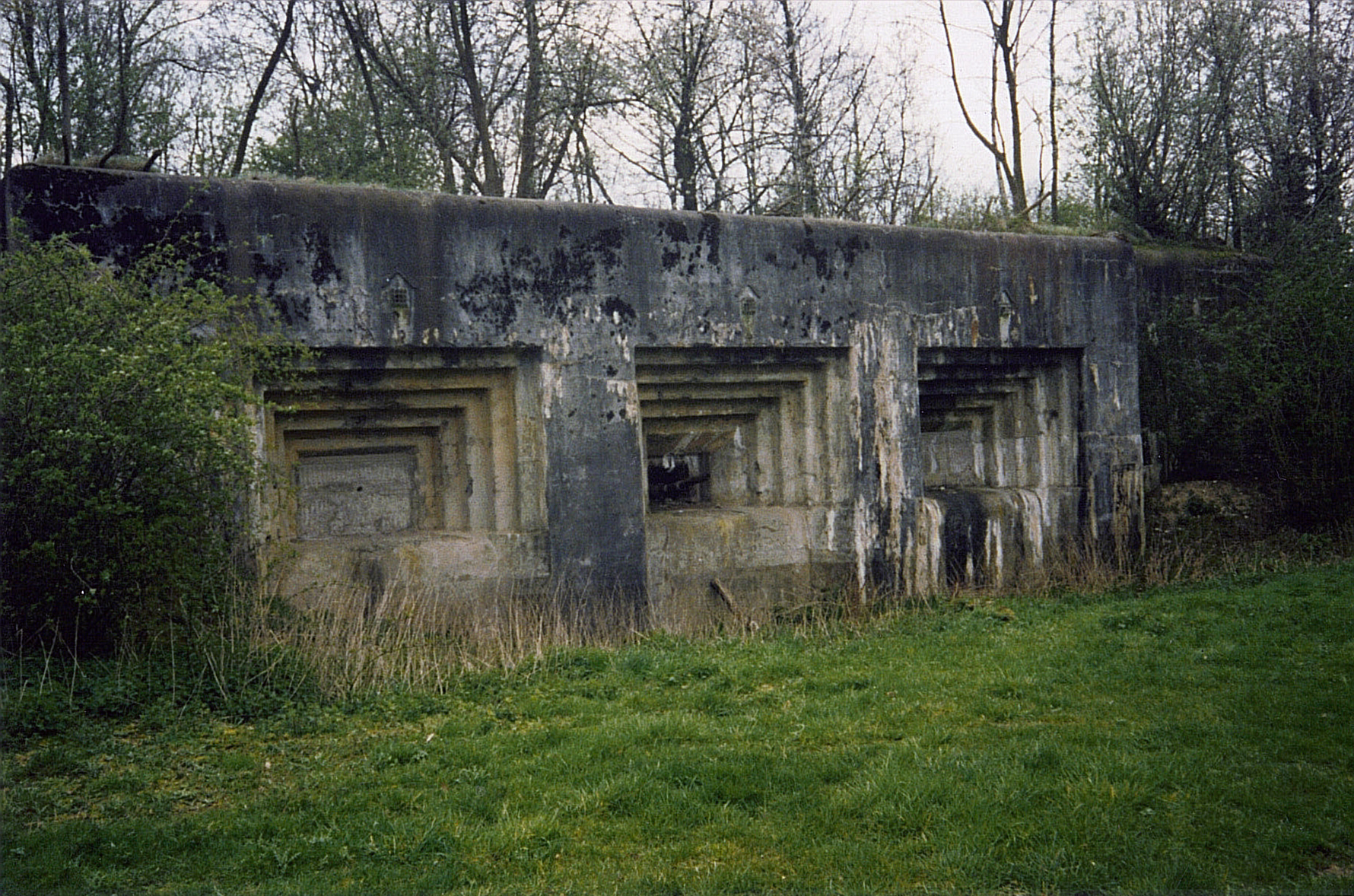
エバン・エマール要塞の砲郭（Maastricht 2）の一つ

要塞北部では降下部隊は火砲を収納している箇所を破壊するかさもなくば使用不可能にするために急行したため、ベルギー軍との競争が起こり、類似したことが発生していた。要塞西部の小塔（Objective No. 13）は要塞西部分全体を攻撃できる複数の機関銃を収納していた。この小塔を破壊するため、降下部隊は各武器に配置されるベルギー軍を撤退させるために火炎放射器を使用、それらを破壊するために成型炸薬手榴弾を使用した。機関銃を備え付けたもう一つの小塔（Objective No. 19）は破壊されたが、2つの別の目標、（Objectives, No. 15 No.16）は偽物であったことが発覚した。予想外の問題は格納式の75mm砲を備えた小塔（Objective No.23）で発生した 。この強化された武器では空中への攻撃ができないと予想されていたが、砲撃を行ったとき、これが間違いであることが発覚、その地域へ降下部隊が援護しにいかなければならなくなった。ここからの攻撃のため、上空の急降下爆撃隊に爆撃支援を行うことにつながり、爆弾は小塔を破壊することはできなかったが、この爆撃でベルギー軍が撤退することを強いることとなった。要塞駐屯部隊に反撃する機会を与えないために、降下部隊は全ての出入り口が駐屯部隊の動きを封じるために爆破された。降下部隊はドイツ軍が占領した橋を砲撃することができた要塞内の火砲を破壊するか、使用不可能にするという初期の目的は果たしたが、使用不可能にしなければならなかったいくつかの砲塔、砲床に直面したが、これらには対空砲、機関銃が装備されていた。

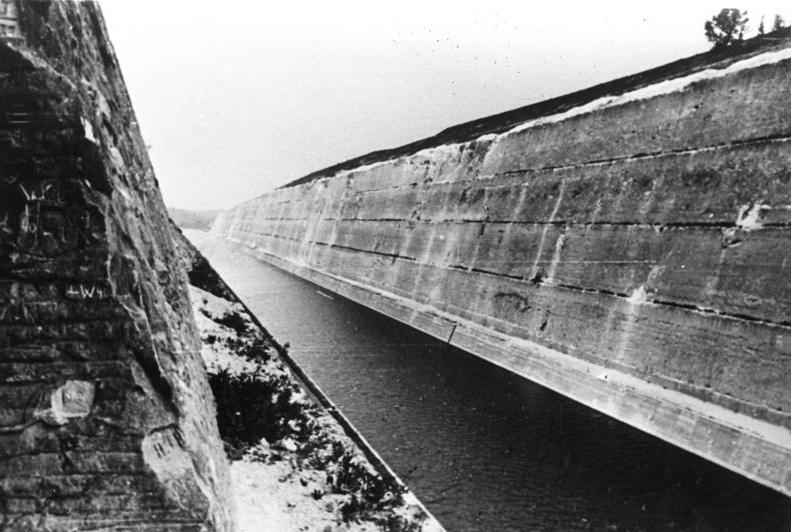
エバン・エマール要塞の機関銃座から望むアルベール運河、1940年5月23日

これら第2目標への攻撃が行われると共に、1機のグライダーが要塞上に着陸、そのグライダーにはヴィッツィヒ中尉が搭乗していた。一旦、彼の搭乗したグライダーがドイツ占領地区に着陸した後、ヴィッツィヒ中尉は同じ場所に着陸するグライダーのために無線連絡を入れた。そして彼とその同乗した降下部隊が航空機を妨げるフェンス、垣根を破壊、新たなグライダーが対空砲火の中を突き進んで要塞へ向けて引っ張られていた。要塞内の火砲を使用不能にするという彼らの目的を果たした後、降下部隊はベルギー軍の反撃に対応するため防御を固めたが、すぐさまベルギー軍の反撃が開始された。しかし、これらの反撃は砲兵の支援がなく歩兵連隊のみでまとまりなく行われたため、ドイツ降下部隊の機関銃の斉射で追い返された 。降下部隊は近辺に存在した小さな要塞のベルギー野戦砲兵隊からの砲撃目標とされたが、これもまとまりもなく、しばしばドイツ降下部隊がベルギー軍歩兵部隊の反撃を排除するのを支援する有様になってしまい何も成し遂げることはなかった。パトロールも要塞内の守備隊が内部にとどまり、要塞を再び取り返す行動を行うことを警戒するために行われた。反撃を行おうとするベルギー駐屯軍のどのような試みもその攻撃に唯一可能なルートが螺旋階段の上にあり、どのような出入り口もドイツ軍に占領されるか、使用不能にされており、事実上、反撃は不可能であった。攻撃計画ではグラニットグループが要塞を占領して数時間以内に第51工兵大隊が到着することになっていたが、結局5月11日午前7時まで到着しなかった。ベルギー軍工兵によってマース川の橋が幾つか破壊され、さらに猛烈なベルギー軍の抵抗により、大隊は新たな橋を築かなければならなかったが、作業はかなり遅れていた。一旦、降下部隊が大隊の救援を受けた後、工兵に続いて到着した歩兵連隊と共に、要塞の正面出入り口への攻撃を開始した。この攻撃に直面したベルギー守備隊は12時半に降伏したが、戦死60名、負傷40名を負うこととなった。1000名以上のベルギー兵は連行された。一方、グラニットグループは戦死6名、負傷19名であった。

## 結果

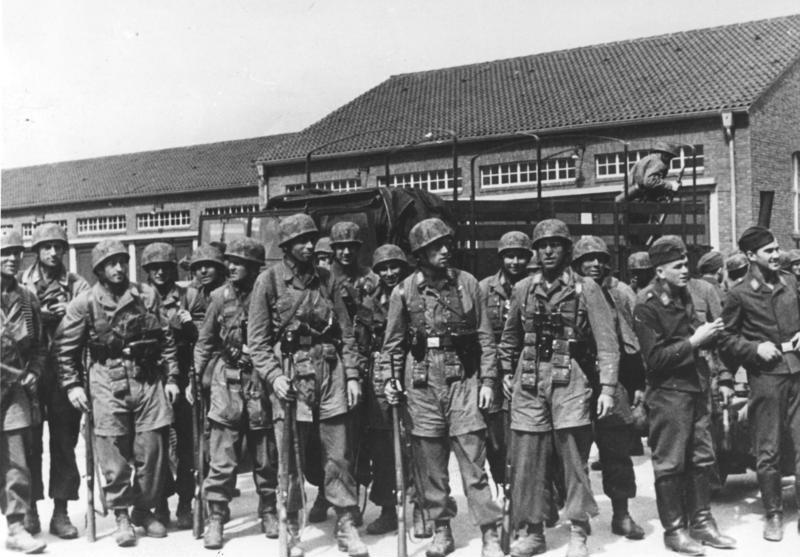
コッホ突撃隊の降下猟兵たち

3つの橋とエバン・エマール要塞に対する降下作戦はコッホ突撃隊の降下猟兵部隊の活躍の為に全体的な成功を収め、エバン・エマール要塞の火砲は使用不能となり、ベルギー軍が殲滅するまでに破壊できた橋は1つだけでコッホ突撃隊の別行動隊は2つの橋を占領した。橋の占領と要塞の砲門の無力化により、ドイツ第18軍の歩兵連隊、装甲部隊がベルギー軍を迂回してベルギー中心部へ侵入することを可能とした。戦後の出版物においてクルト・シュトゥデントは作戦とグラニットグループ、特に彼らの努力について著述している。
「それは典型的な大胆さ、そして決定的に重要な行動であった（中略）しかし私はコッホ突撃隊によって治められたこの成功に匹敵するといわれる敵、もしくは味方によって行われた見事な活動はそれらの中で見つけることができなかった。」
コッホがいなかった時、エバン・エマール要塞の攻撃指揮を執ったルドルフ・ヴィッツィヒを含む何人かの将校と下士官は作戦に参加したことにより騎士鉄十字章を与えられた。コッホ突撃隊は新たに編成された第1空挺突撃連隊の第1大隊となるために、黄作戦終了後、拡充されたが、第1空挺突撃連隊はグライダーによる降下作戦を行う部隊として訓練された4個大隊が所属した。コッホ大尉は作戦上の功績で少佐に昇進、第1大隊隊長に任命された。